# Brachystelma montanum
Brachystelma montanum är en oleanderväxtart som beskrevs av Robert Allen Dyer. Brachystelma montanum ingår i släktet Brachystelma och familjen oleanderväxter. Inga underarter finns listade i Catalogue of Life.